# Pont Jean-Alfred
Le pont Jean-Alfred est un pont de l'autoroute 50 qui franchit la rivière de la Petite Nation entre les municipalités de Lochaber et Plaisance. Il a été nommé en l'honneur de Jean Alfred en février 2019, premier député noir du Québec.

## Toponymie
Le pont Jean-Alfred a été nommé en février 2019 en l'honneur de Jean Alfred (Ouanaminthe 1940 - Gatineau 2015), enseignant et premier député noir au Québec. Il a été élu comme député de Papineau sous la bannière du Parti québécois entre 1976 et 1981. Son mandat a été marqué par la promotion qu'il fit pour la construction d’infrastructure régionale, comme l'hôpital de Gatineau et la construction de l'autoroute de l'Outaouais. 
Il a été nommé à occasion du Mois de l'histoire des Noirs.